# 神戶牛

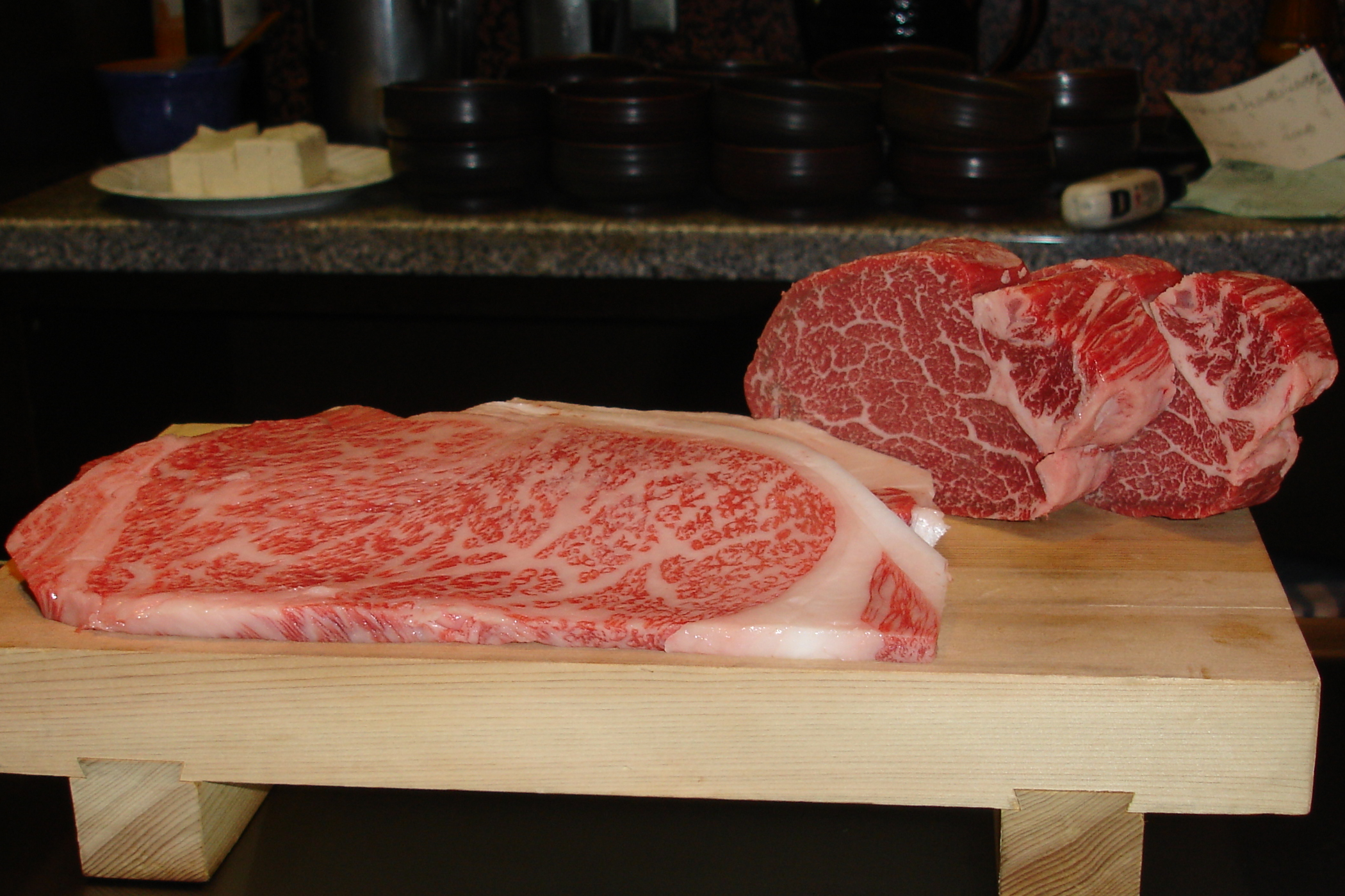
神户牛肉，前端的一片更高质

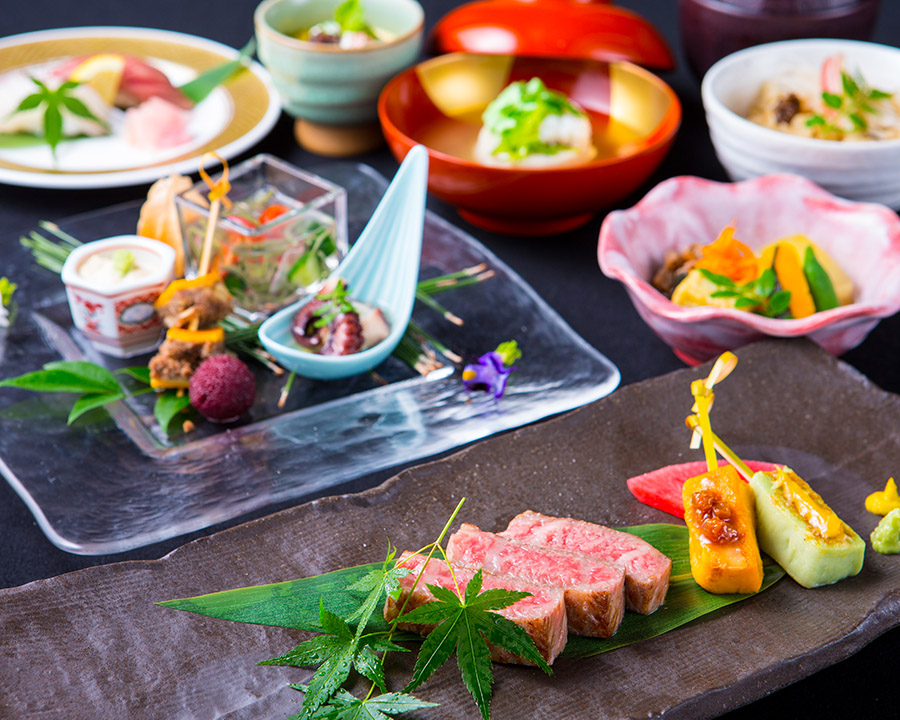
神户一家牛排馆的神户牛套餐

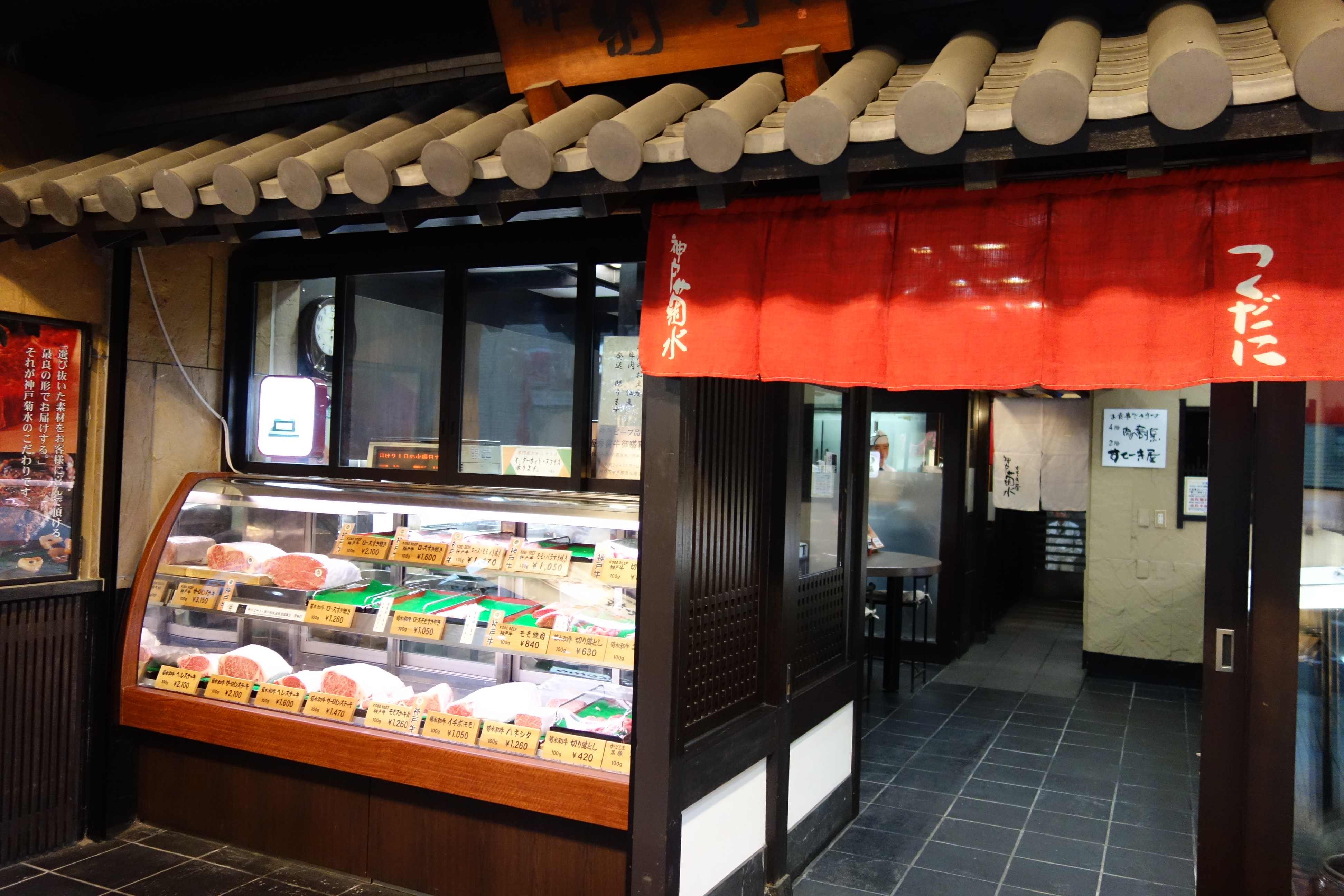
神戶牛肉舖

神戶牛肉，根据神户肉流通推进协议会的定义，是出產於日本兵库县的但馬牛肉。但馬牛是和牛的一种，飼養方式獨特，其肉則為日本料理中的珍饈，特性表現為美味、肥嫩以及外表所呈現出的大理石纹理。神户牛肉可以做牛排、壽喜燒、日式火锅、鐵板燒或刺身。它不僅在日本國內，神戶牛肉在海外知名度也相當高，是世界高級牛肉的代名詞。與松阪牛、近江牛並稱為日本三大和牛之一。

## 历史
牛在二世纪进入日本，用于稻米生产。日本多山的环境使得不同区域的牛的种群特异性发展。「神戶牛」一名誕生於神戶開港（1868年）前後。其雖以但馬為原產地，但「神戶牛」之名造成轟動的原因實際上是發生在日本開國之前。慶義年間，由於橫濱的外國人收購食用牛之交易被附近農夫拒絕，故轉往中國或朝鮮輸入活牛，又因關西地區的飼牛較多，便委託家畜商蒐集該地區的牛隻從神戶運到橫濱。外國人奔走相告，進而使「神戶beef」聲名遠播，成為家喻戶曉的美食。1887年前後，神戶牛便有了固定的生產範圍，主要由山陽和山陰兩地生產，先送往神戶市場再轉移至牛肉消費的大本營東京。
纯种牛的但马牛从日本江户时代（1603年－1867年）到现在都保持了纯正的血统。1983年“神户肉流通推进协议会”成立，为神户牛肉设立了标准。

## 日本國內
|       |       | 红肉比率    | 红肉比率    | 红肉比率 |
| A     | B     | C           |             |          |
| ----- | ----- | ----------- | ----------- | -------- |
| B M S | No.12 | 神 戸 牛 肉 | 神 戸 牛 肉 |          |
| B M S | No.11 | 神 戸 牛 肉 | 神 戸 牛 肉 |          |
| B M S | No.10 | 神 戸 牛 肉 | 神 戸 牛 肉 |          |
| B M S | No.9  | 神 戸 牛 肉 | 神 戸 牛 肉 |          |
| B M S | No.8  | 神 戸 牛 肉 | 神 戸 牛 肉 |          |
| B M S | No.7  | 神 戸 牛 肉 | 神 戸 牛 肉 |          |
| B M S | No.6  | 神 戸 牛 肉 | 神 戸 牛 肉 |          |
| B M S | No.5  |             |             |          |
| B M S | No.4  |             |             |          |
| B M S | No.3  |             |             |          |
| B M S | No.2  |             |             |          |
| B M S | No.1  |             |             |          |

神户肉流通推进协议会持有神户牛肉的商标。神户牛肉必须满足以下条件：
- 必须是兵库县内但马牛血统进行持续交配的后代。
- 只有未产过子的母牛和被阉割的公牛育肥后才能成为神户牛。
- 必须由兵库县内指定的生产者繁殖育肥。
- 只能在兵库县的神户市、西宫市、三田市、加古川市和姬路市屠宰和处理。
- 但马牛的骨腿肉都是通过日本肉食等级划分协会进行分级和评价的。将脂肪混杂率，肉的色泽（肉色），肉的纹理细致紧凑程度及纤维的细腻程度，脂肪色泽和质量作为评价对象分5级进行评价。神户牛肉需要达到4级或5级。
  - 表示“霜降”程度的BMS指数在6级以上。“但马牛”的特性是肌肉纤维细腻，有细雪花状脂肪的特点。“霜降”是指这些细的花纹分布很多的状态。
  - 红肉比率是A-B级。
  - 一头牛屠宰得到的骨腿肉不能超过470公斤。骨腿肉是指除去皮、头、内脏等部位。但马牛原本的骨腿重量平均在400kg左右，比全国的平均重量轻将近50kg，如果过大，会损害纹理细腻的肉质。
  - 肉质细腻，细致紧凑程度卓越。

在繁殖农家处培育8-9个月后小牛被出售到子牛市场，在育肥农家处大概需要花两年的时间育肥，所以应该是出生后30-32个月的牛才能在骨腿肉市场上出售。特别是但马牛通常需要比一般的黑毛和牛多饲育2-4个月。神户牛吃稻草等乾牧草，加入一些有营养的混合饲料（大豆及玉米、大麦、麸子等各种成分的混合物），决不吃鲜草。其脂肪熔点较一般牛低。每年大概有5500头被作为但马牛出售的牛，由於神戶牛的认证非常嚴格，其中有大约3000头牛被评定为神户牛。因此神戶牛肉在日本牛肉市場僅佔0.06%，是非常高档的食品。

## 海外輸出
2012年之前，神户牛肉从未出口。2012年，神戶牛肉業界組織鑑於神戶牛肉在本地銷售不理想，加上農作物關稅廢除等跨太平洋夥伴協議（TPP）的推動，決定首度向海外出口神戶牛肉。2012年2月2日首批神戶牛肉出口到澳門。2012年7月輸出神戶牛肉到香港。2012年11月29日首次出口到美国。现在也出口到新加坡和泰國。
台灣很早就進口和牛，2001年日本爆發牛腦海綿狀病變，香港於2001年9月起已禁止日本牛肉進口，日本2003年停止牛肉輸台，2010年日本發生最後一例狂牛症，2017年10月，和牛恢復出口到台灣。

### 仿冒
神戶牛肉名聲在外，二十世紀初甚至每年有八萬頭以上的輸出記錄。也因為如此，神戶牛肉在海外常被仿冒。如美国就有“神户型牛肉”，是和牛与安格斯牛杂交的产品，肉品供应商希望复制神户牛肉的生产传统，称他们的牛肉与神户牛肉只有外观上的不同，而价格则便宜很多。这种牛肉颜色更深，味道更重。
其他国家还有将一般牛肉直接标注为神户牛肉的情况，尤其是“神户肉流通推进协议会”未持有该地区的“神户牛肉”商标的情况下。如十九、二十世紀臺灣的牛肉商，就曾有多次廣告不實的紀錄。其不僅大多數為冒牌貨，部分商家甚至以不同地區產出的牛隻充替神戶牛肉，賺取暴利。如標榜販售「神戶牝牛」的松尾商店，就是將價格較低的沖繩牛移入神戶，以此冒稱這些畜牛為神戶牛肉。不僅如此，1903年，松尾商店更以臺灣總督府買入的非食用種牛，替代食用之內地牛。

## 関連項目
- 但馬牛
- 松阪牛
- 近江牛

## 備註
1. 1 2  李若文. . 成大歷史學報. 2020, (58): 111-163.
2. ↑  神戶牛肉「出埠」首站輸澳門[永久]
3. ↑  .   [2012-07-19]. （原始内容存档于2016-03-04）.
4. ↑  輸出肉について｜神戸ビーフ・神戸肉流通推進協議 的存檔，存档日期2014-01-02.
5. ↑  〈 兵庫県の産牛改良 〉， 《東京朝日新聞》 1902年 3月 11日 ，第 3版 。

## 外部連結
- 神户肉流通推进协议会 （页面存档备份，存于）